# Friedel Dzubas
Friedel Dzubas (né le 20 avril 1915 à Berlin et mort en 1994 à New York) est un artiste peintre américain d'origine allemande.

## Biographie
Friedel Dzubas a étudié d'abord les arts en Allemagne. En 1939 il quitte son pays en guerre et s'installe à New York. Dzubas commença à exposer ses toiles expressionnistes abstraites dans les années 1950. Son œuvre fit partie de la légendaire Exposition de la Neuvième rue à New York en 1951 et dans des expositions collectives à la galerie de Leo Castelli. Dans les années 1960 il devint étiqueté comme représentant du Color field painting (peinture de champs de couleur) et de l'abstraction lyrique. Il fit partie d'une exposition organisée par Clement Greenberg en 1964 ayant pour titre Post-painterly abstraction  (abstraction post-picturale).  Dzubas était un ami de Clement Greenberg qui lui fit connaître Jackson Pollock et d'autres artistes.

## Art
À Manhattan, au début des années 1950, il partagea un studio avec Helen Frankenthaler et acquit de la reconnaissance, pas autant cependant que ses autres contemporains comme Jackson Pollock et Willem de Kooning. Quoi qu'il en soit il exposa régulièrement et ses grands tableaux (plus de 24 pieds de largeur) devinrent de plus en plus fluides. Durant les trois dernières décennies de sa carrière Dzubas a eu plus de soixante expositions solos dans d'importantes galeries autour du monde. Il fut représenté par la galerie Andre Emmerich et par Knoedler Contemporary Arts à New York pendant plus de trente ans. Il a vécu au Massachusetts et à New York.

## Technique
Il fut connu pour son utilisation de la peinture Magna, une peinture acrylique à base d'huile. La peinture Magna fut à l'origine créée par les imprimeurs Leonard Bocour et Sam Golden pour Morris Louis. 

## Enseignement
Il devient un enseignant à plusieurs écoles d'art:
- 1962 Dartmouth College, Hanover, New Hampshire;
- 1965-1966, Institute of Humanistic Studies, Aspen;
- 1968-1969, University of Pennsylvania, Philadelphia;
- 1969-1970s, Cornell University, Ithaca, New York;

Il a eu une longue relation avec l'école du Musée des Beaux-arts de Boston où il a œuvré de 1976 à 1983.

## Œuvres dans des musées
- Whitney Museum of American Art, New York
- Guggenheim Museum, New York
- San Francisco Museum of Modern Art, California
- Everson Museum of Art, Syracuse, New York
- Yale University Art Gallery, New Haven, Connecticut
- Smithsonian American Art Museum, Washington, D.C.
- Lowe Art Museum, Coral Gables, Florida
- Georgia Museum of Art, Athens, Georgia
- Rose Art Museum of Brandeis University, Waltham, Massachusetts
- Kemper Museum of Contemporary Art, Kansas City, Missouri
- Newark Museum, Newark, New Jersey
- Princeton University Art Museum, Princeton, New Jersey
- Albright-Knox Art Gallery, Buffalo, New York
- Herbert F. Johnson Museum of Art, Ithaca, New York
- Parrish Art Museum, Southampton, New York
- Portland Art Museum, Portland, Oregon
- Museum of Fine Arts, Houston, Texas
- Boston Museum of Fine Arts, Massachusetts
- Metropolitan Museum of Art, New York

## Prix
- 1966 Guggenheim Fellowship,
- 1968 Guggenheim Fellowship
- 1968 National Council on the Arts Award

## Sources
- Articons
- Askart
- Artnet